# USS Higgins (DDG-76)
El USS Higgins (DDG-76) es un destructor de la clase Arleigh Burke de la Armada de los Estados Unidos.

## Nombre
Su nombre USS Higgins honra al marine William R. Higgins, capturado y ejecutado en Líbano durante una misión de mantenimiento de la paz de la ONU.

## Construcción
Fue construido en el Bath Iron Works (Maine), colocándose la quilla el 14 de noviembre de 1996; el casco fue botado el 4 de octubre de 1997. Fue asignado el 24 de abril de 1999.

## Historial operativo

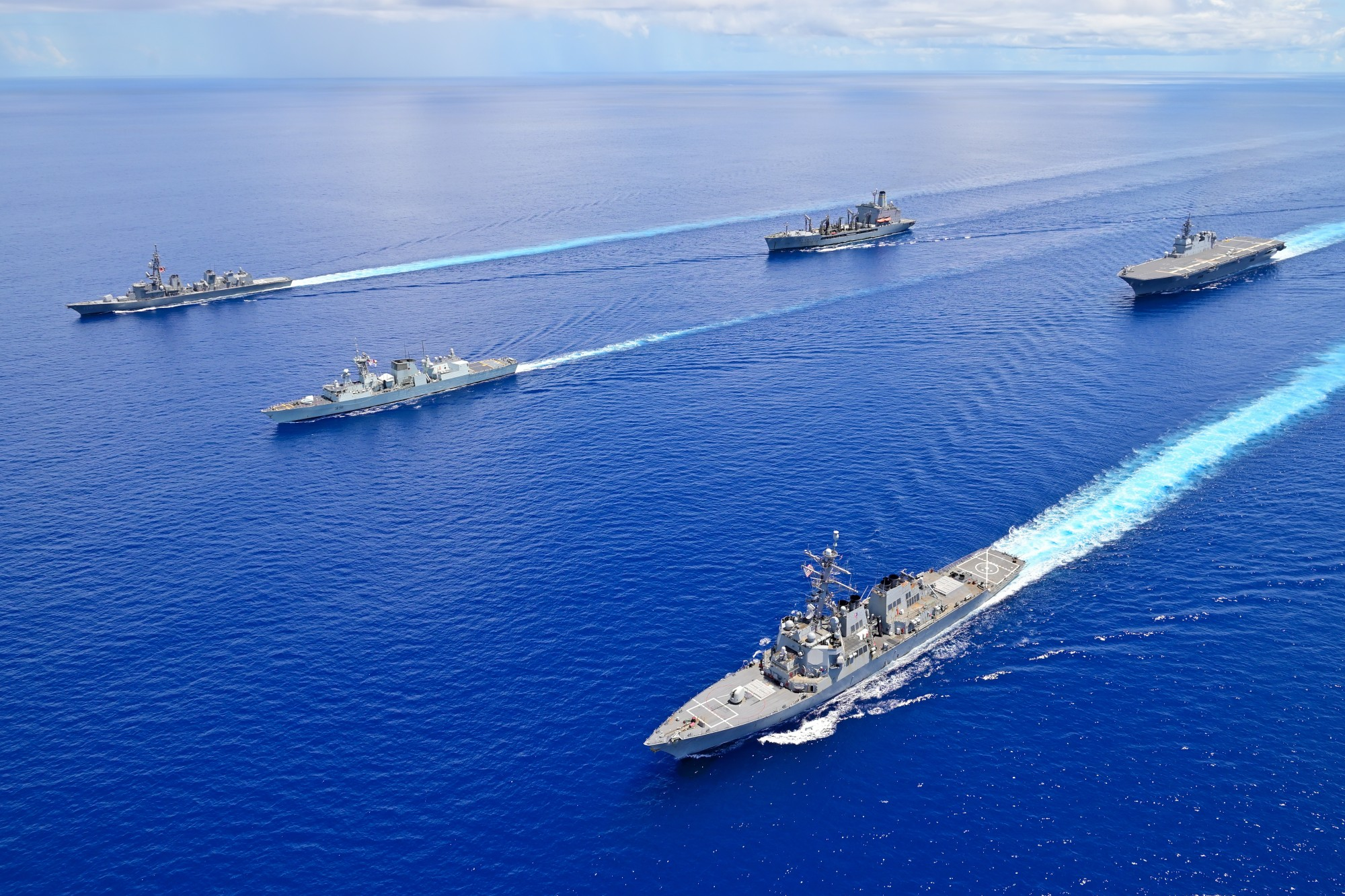
El USS Higgins (DDG-76) participando en maniobras militares en el año 2022.

Su apostadero es la base naval de San Diego (California).